# Yo soy (Garau)
Yo Soy (Io Sono en italiano) es el título de una obra del polémico artista italiano Salvatore Garau. Fabricadas entre marzo de 2020 y septiembre de 2020, durante la era COVID-19, las piezas son un espacio vacío, con unos papeles de certificación firmados por el artista vendidos a 18.000 dólares. 
Como arte conceptual, consiste en un certificado de autenticidad que lleva adheridos diagramas detallados e instrucciones para su correcta exhibición por parte del comprador. Dos ediciones de la pieza se vendieron por $ 30,600 USD en subastas y atrajeron la atención de los medios en 2021.

## Descripción
La firma de Salvatore Garau ya es una obra de arte en sí misma. Las obras invisibles de Garau consisten en una simple hoja A4 firmada por Salvatore Garau. 

## Presentación pública
Las Esculturas invisibles de Garau se exhibieron por primera vez en la Piazza della Scala de Milán, frente a la Galleria di Piazza Scala (Gallerie d'Italia), cuya colección de museo contiene sus obras. Garau organizó una elaborada sesión de fotos y un cortometraje para promover el evento. Más tarde, ese mismo año, iba a escribir que los cadáveres se habían vendido bien.
Al igual que Piero Manzoni, al hacer una obra puramente transitoria, que se desinflaría ante los ojos del comprador, Garau parodiaba el énfasis escultórico tradicional en la permanencia y se burlaba del énfasis tradicional en la fuerza creativa del artista. También se quiso lanzar una señal de cercanía por el distanciamiento social por la pandemia de Covid-19, pero sobre todo lanzar una provocación contra las NFT por la protección del medio ambiente y el consumo energético.

## Historia
En mayo de 2020, durante el final de la pandemia de Covid19, Salvatore Garau selló una tarjeta que da fe de la existencia de una escultura invisible. En los meses en que los museos estaban cerrados, creó en un cuadrado un rectángulo de cinta blanca en el exterior, frente al Museo de Arte de la Piazza della Scala de Milán, que contiene uno de sus cuadros, de 1,50 x 1,50 metros, al que aplicó una  etiqueta de identificación, traducida a cuatro idiomas (italiano, francés, inglés y alemán), con el título "Buda en contemplación" junto con la firma del artista.
El precio del artista puede establecerse en gramos de oro puro, mediante intercambio directo que no implique transferencia de dinero, y estableciendo un vínculo entre el valor y el oro similar al de la base de oro. Posteriormente, Garau llevó a cabo un segundo trabajo conceptual imaginario, "Aphrodite che piange" instalando un círculo blanco frente a la Bolsa de Valores de Estados Unidos en Wall Street en la ciudad de Nueva York.
En Milán, en 2021, un coleccionista privado obtuvo la muestra titulada "Yo soy" por $ 18.000, incluidas las tarifas de la subasta, un nuevo récord mundial en la subasta.

## Significado de la obra
- El trabajo de Garau pretende ser un desafío para la obra de arte digital de NFT que causa una gran contaminación y consumo de energía, al tiempo que preserva su concepto ecológico, que siempre ha estado presente en su obra de arte;
- El trabajo de Garau busca que las personas sientan la cercanía de los amores, y la energía sentimental que puede existir en los pensamientos en momentos de distanciamiento social en el mundo a causa de Covid19;
- la obra alude paradójicamente al culto a los restos, que los consideran sagrados independientemente de su naturaleza real;
- en un sentido irónico, alude a la idea de que un artista ya establecido encontraría un mercado y el consentimiento de un crítico para cualquier obra que produzca, más allá de su cualidad específica;
- el funcionamiento de Garau al mismo tiempo el valor artístico de esta obra de Piero Manzoni es delicadamente arte conceptual, y por lo tanto accesible a todos sin restricciones debido al costo de compra, posesión material o accesibilidad física , ni por reproducibilidad técnica. Es, por tanto, según Duchamp, un típico "anestésico".

## Trabajos relacionados

### Fiato d’artista
El trabajo relacionado más famoso es el  Fiato d'artista  ( Aliento del artista ), que involucra globos rojos, azules o blancos inflados por el propio Piero Manzoni, cerrados con hilo y plomo, con el nombre "Piero Manzoni" perforado, luego pegado a una base de madera con una placa usando gesso. Las piezas fueron realizadas en 1960, y se sabe que han sobrevivido 11 ejemplares, aunque ahora todos se encuentran en un estado extremo de descomposición. Cuando se exhiben ahora, las obras asumen inevitablemente el aura de un memento mori moderno, con una membrana de plástico podrido pegada a una base de madera pulida, con una placa de latón que conmemora el acto original.

## Influencias
Se sabe que Garau fue fuertemente influenciado por Marcel Duchamp e Yves Klein, quienes lanzaron 1001 globos azules en la noche de apertura de su exposición "Proposición: Monocromo" en la galería de Iris Clert, 1957, pero con un enfoque y significado conceptual completamente nuevo, romántico y reflexivo, que vuelve a implicar al espectador en la creación interactiva de sus obras como lo hizo en la Bienal de Venecia con la obra interactiva "Tiepolo en devenir".
Salvatore Garau, como decía Marcel Duchamp, considera que el verdadero valor simbólico de una obra radica en la relación con el cuerpo del artista (es el artista santificado por el mercado), cuyas manifestaciones asumen, por tanto, en el dimensión de la crítica. Aquí hay una paradoja, un valor equivalente al de los restos: las  Impresiones  y las firmas, el  Fiato d'artista , las  Heces de artista  de Piero Manzoni son sólo tantos ejemplos.
Andy Warhol luego usaría globos sin nada adentro, de manera similar, pero llenos de helio en lugar de estar suspendidos en una corriente de aire comprimido. De hecho, su primer globo, fabricado en 1965, correspondía a un proyecto incumplido descrito por Manzoni en una carta como 'un grupo de cilindros neumáticos, de forma alargada, como el acero, que vibraría con el soplo del viento'. Damien Hirst ha utilizado pelotas de ping pong suspendidas en aire comprimido, pero dentro del contexto de flotar sobre un lecho de cuchillos afilados o un esqueleto.
Su influencia más duradera, sin embargo, fue en Arte Povera, un grupo de artistas italianos, incluido Alighiero Boetti, que incorporó materiales cotidianos a su trabajo en un movimiento análogo a la política radical contemporánea. (ver Protestas de 1968). But it is also a tribute to Garau's friend, Michelangelo Pistoletto, with whom he made the exhibition "Il Clandestino", who created the installation "We are fragments of the large mirror".

## Televisión
En 2021, una obra conceptual invisible de Salvatore Garau y su trabajo de investigación aparecieron en la mesa de The Late Show en el segmento I am: Salvatore Garau. La transmisión en directo de The Late Show, un programa histórico en vivo desde el Teatro Ed Sullivan en Nueva York, fue dirigida por Stephen Colbert, quien sustituyó a David Letterman. Con su clásica ironía, Colbert presentó la escultura de Garau, transmitida por el canal CBS.